# Leckhampstead (Buckinghamshire)
Pour les articles homonymes, voir Leckhampstead.
Leckhampstead est une paroisse civile et un village du Buckinghamshire, en Angleterre.